# Jean-Marc Degraeve
Jean-Marc Degraeve est un grand maître français du jeu d'échecs né le 26 janvier 1971 à Tourcoing .
Au 1er juillet 2001, il atteint son classement Elo maximal, de 2 602.

## Biographie
En 1987, 1990 et 1991, il remporte le championnat de France junior. En 1998, il obtient le titre de grand maître international. En 2003, il reçoit la médaille de la jeunesse et des sports. Il défend les couleurs françaises lors de plusieurs compétitions par équipes, les olympiades d'échecs entre autres : il participe à l'Olympiade d'Istanbul en 2000 (3e échiquier), de Bled en 2002 (4e échiquier) et de Calvià en 2004 (1er échiquier de réserve, médaille de bronze individuelle à l'échiquier).

## Vie personnelle
Son fils Rémy Degraeve est maître international à 19 ans en août 2022.

## Distinctions
- Médaille de la jeunesse, des sports et de l'engagement associatif, bronze (2003)